# Eric Lilliehöök (1870–1952)
Eric Bertilson Lilliehöök af Fårdala, född 2 maj 1870 i Karlskrona, död 12 november 1952, var en svensk militär (kapten), godsägare och möbelformgivare.

## Biografi
Lilliehöök var språkstudent i Lund 1890–1892, blev underlöjtnant vid Wendes artilleriregemente (A 3) 1894 och löjtnant vid Svea trängkår (T 1) 1895. Han var elev vid tekniska skolan i Stockholm 1898, elev vid tekniska högskolan 1900–1903 och grundade föreningen för sanitetshunds användning i militärsjukvården 1903. Lilliehöök förflyttades med trängkåren till Örebro 1907 och var kasern- och tygofficer 1909–1913. Han blev kapten 1910 och försattes i reserven. Lilliehöök var styrelseledamot och kommissarie vid industri- och slöjdutställning i Örebro 1911, sekreterare och kassaförvaltare i handelskammaren i Örebro 1911–1924 samt ledamot av drätselkammaren och byggnadsnämnden 1911. Han var chef för sjukvårdskompaniet 1913, initiativtagare till Karl XIV Johans staty i Örebro 1913, sekreterare och kassaförvaltare i Örebro handelsgymnasium 1914, styrelseledamot i Örebro läns slöjdförening 1915 och tog avsked från militärtjänst 1916.
Lilliehöök var styrelseledamot i Mälarebanken i Örebro 1916–1923 och utarbetade förslag till Sveriges kolonialvaruengrossisters riksförbund 1916. Han var ordförande i Örebro hamnkommission 1917, styrelseledamot i svensk fåravelsförening 1917, satt i stadsfullmäktige 1918 och bildade föreningen för bevarandet av historisk film 1918. Lilliehöök var styrelseledamot och kassadirektör i Skandinaviska livförsäkringsaktiebolaget 1918–1922, ombudsman i möbelhandlarnas riksförbund 1918–1930, styrelseledamot i AB svensk ull 1919 och ledamot i lantbrukssällskapets beskattningskommission 1920. Han var också medarbetare i Svenska Dagbladet och Nya Dagligt Allehanda samt redaktör för Möbelvärden. Lilliehöök utgav en del facktidskrifter och hade egen affärsrörelse i Stockholm.  Från hans verksamhet som möbelarkitekt märks inredningen av Grand hotell i Stockholm, Gävle stads sparbank, Norrlands trängkår och residenset i Karlstad.
Lilliehöök var son till kommendören Bertil Lilliehöök och Bertha Follin. Han gifte sig 1908 med friherrinnan Elsa Leuhusen (född 1884), dotter till översten friherre Wilhelm Leuhusen och friherrinnan  Jacquette Leijonhufvud. År 1910 föddes sonen Eric Ericsson Lilliehöök.

## Utmärkelser
Lilliehööks utmärkelser:
- Riddare av Svärdsorden (RSO)
- Riddare av Vasaorden (RVO)
- Riddare av Johanniterorden (RJohO)